# Ioannis Spiteris
Ioannis Spiteris OFMCap (griechisch Ιωάννης Σπιτέρης Ioánnis Spitéris; * 27. August 1940 in Korfu-Stadt) ist ein griechischer Ordensgeistlicher und emeritierter römisch-katholischer Erzbischof von Erzbistum Korfu, Zakynthos und Kefalonia und Apostolischer Administrator des Apostolischen Vikariates Thessaloniki.

## Leben
Erzbischof Ioannis Spiteris wurde in Korfu-Stadt, der Hauptstadt der griechischen Insel Korfu, geboren. Aus einer kinderreichen christlichen Familie stammend trat er nach seinem Schulabschluss in ein Kapuzinerkloster ein und legte am 10. Dezember 1963 sein erstes Mönchsgelübde ab.
Nach seinem Theologie-Studium empfing er am 24. Juli 1968 durch den damaligen Erzbischof von Korfu, Antonios Varthalitis, die Priesterweihe. Danach absolvierte er ein Promotionsstudium im Fach Theologie an der Universität Freiburg i. Ü. Später erhielt er einen Lehrauftrag an der Päpstlichen Lateranuniversität. Er diente als Vikar und Pfarrer in verschiedenen Kirchengemeinden auf der Insel Korfu, in Athen sowie auf Kreta.
Am 22. März 2003 wurde er zum Erzbischof von Korfu, Zante und Kefalonia ernannt, die Bischofsweihe fand am 18. Mai 2003 durch Antonios Varthalitis, seinen Vorgänger im Erzbistum Korfu statt; Mitkonsekratoren waren Nikolaos Foskolos, Erzbischof von Athen, und Frangiskos Papamanolis, Bischof von Syros.
Mit dem Erzbischofssitz von Korfu ist auch das Amt des Apostolischen Administrators für das seit 1929 vakante Vikariat Thessaloniki verbunden, welches Ioánnis Spitéris ebenfalls innehat.
Am 14. September 2020 nahm Papst Franziskus das von Ioannis Spiteris aus Altersgründen vorgebrachte Rücktrittsgesuch an.